# Ramus digastricus nervi facialis
A ramus digastricus nervi facialis egy apró ideg mely a nervus facialis egy ága. A foramen stylomastoideum közelében ered és néhány nagyon apró ágra szakad. A musculus digastricus egy részét idegzi be. Egyik ága a nervus glossopharyngeus-szal egyesül.

## Külső hivatkozások
- Kép
- Kép
- Kép